# Red Cross Corner Cemetery
Le  Red Cross Corner Cemetery, Beugny (cimetière britannique de la Croix-Rouge) est un cimetière militaire de la Première Guerre mondiale, situé sur le territoire de la commune de Beugny, dans le département du Pas-de-Calais, au sud d'Arras.

## Localisation
Ce cimetière est situé  à l'ouest  du village, rue de Bapaume, à la limite des dernières habitations. Il est accessible depuis la D 930 par un petit sentier gazonné d'une cinquantaine de mètres.

## Histoire

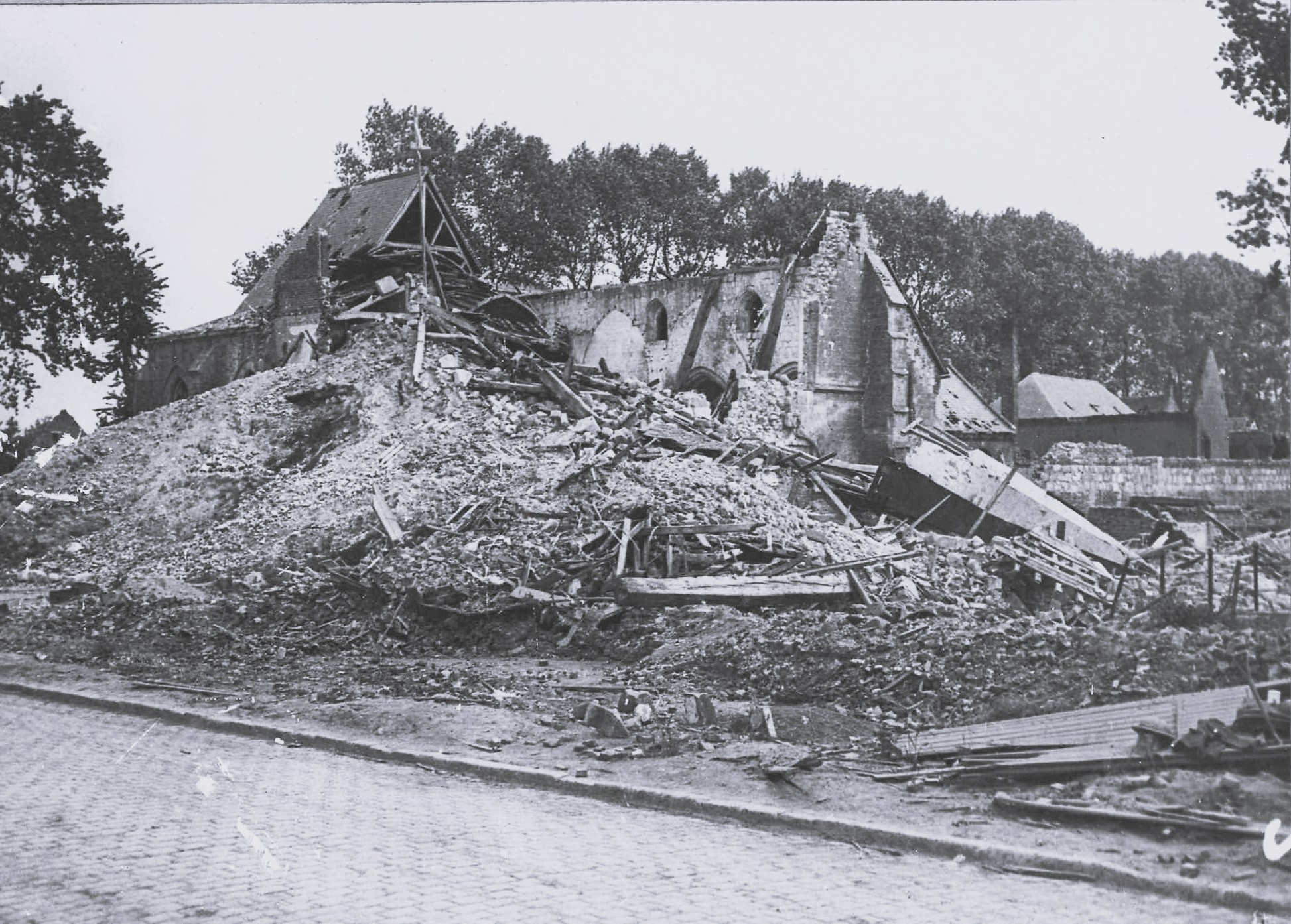
Les ruines de l'église dynamitée par les Allemands en mars 1917 (photo Australian War Memorial).

Aux mains des Allemands depuis le début de la guerre, le village de Beugny est occupé par les forces du Commonwealth en mars 1917 lors du retrait des troupes allemande sur la ligne Hindenburg. Il est perdu un an plus tard lors de l'offensive allemande au printemps 1918. Il est repris définitivement le 30 août 1918.
À partir de mars 1917, des hôpitaux militaires sont implantés dans le secteur. Ce cimetière de la Croix-Rouge a été créé en avril 1917 pour inhumer les corps des soldats morts des suites de leurs blessures.
Le cimetière Red Cross Corner contient maintenant 219 sépultures et commémorations du Commonwealth de la Première Guerre mondiale parmi lesquelles 12 ne sont pas identifiées. Il y a également une tombe d'un soldat allemand.

## Caractéristiques
Ce cimetière a un plan rectangulaire  de 40 m sur 20. Il est clos par un muret de briques. Le cimetière a été conçu par l'architecte britannique William Harrison Cowlishaw.

## Galerie

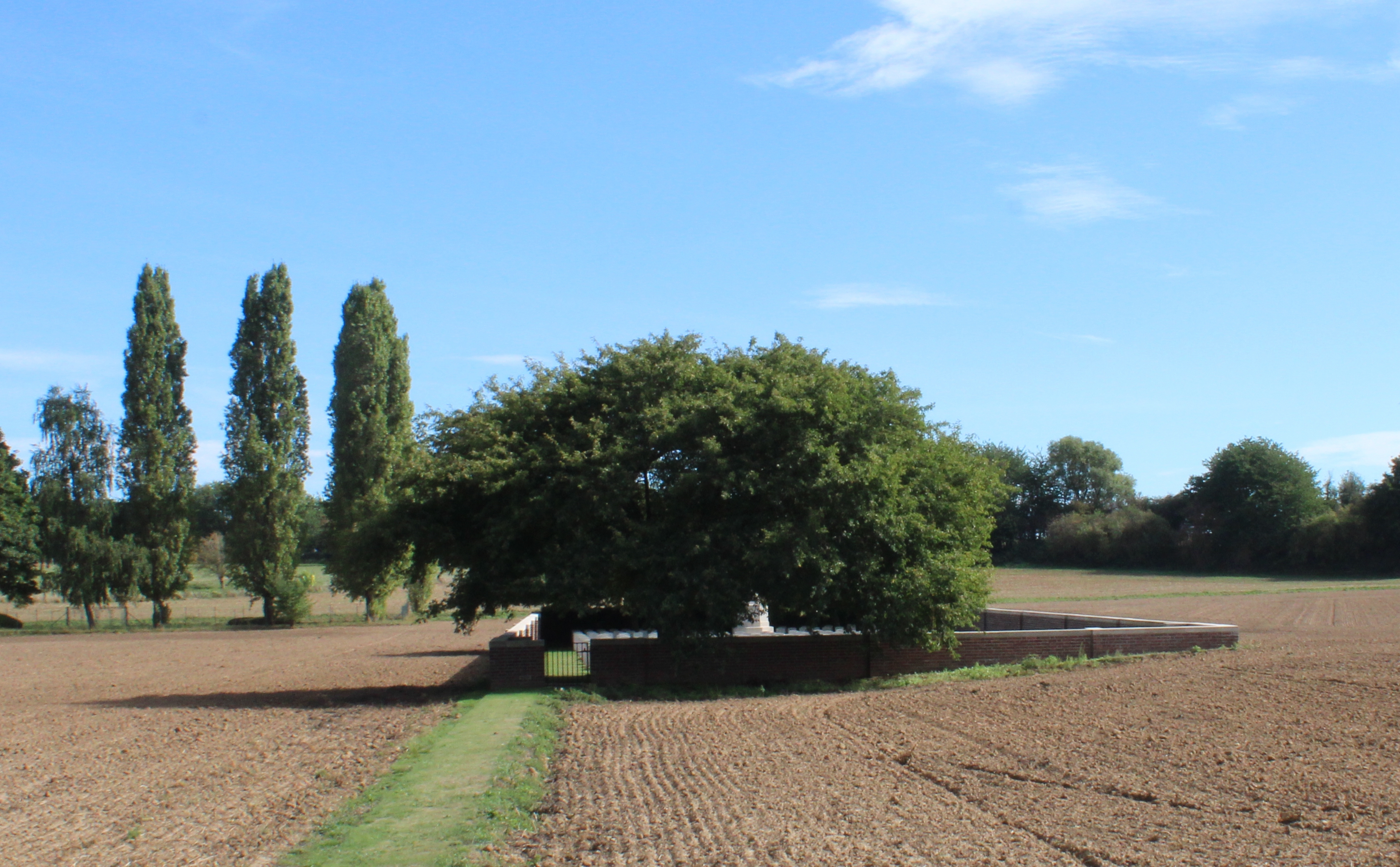
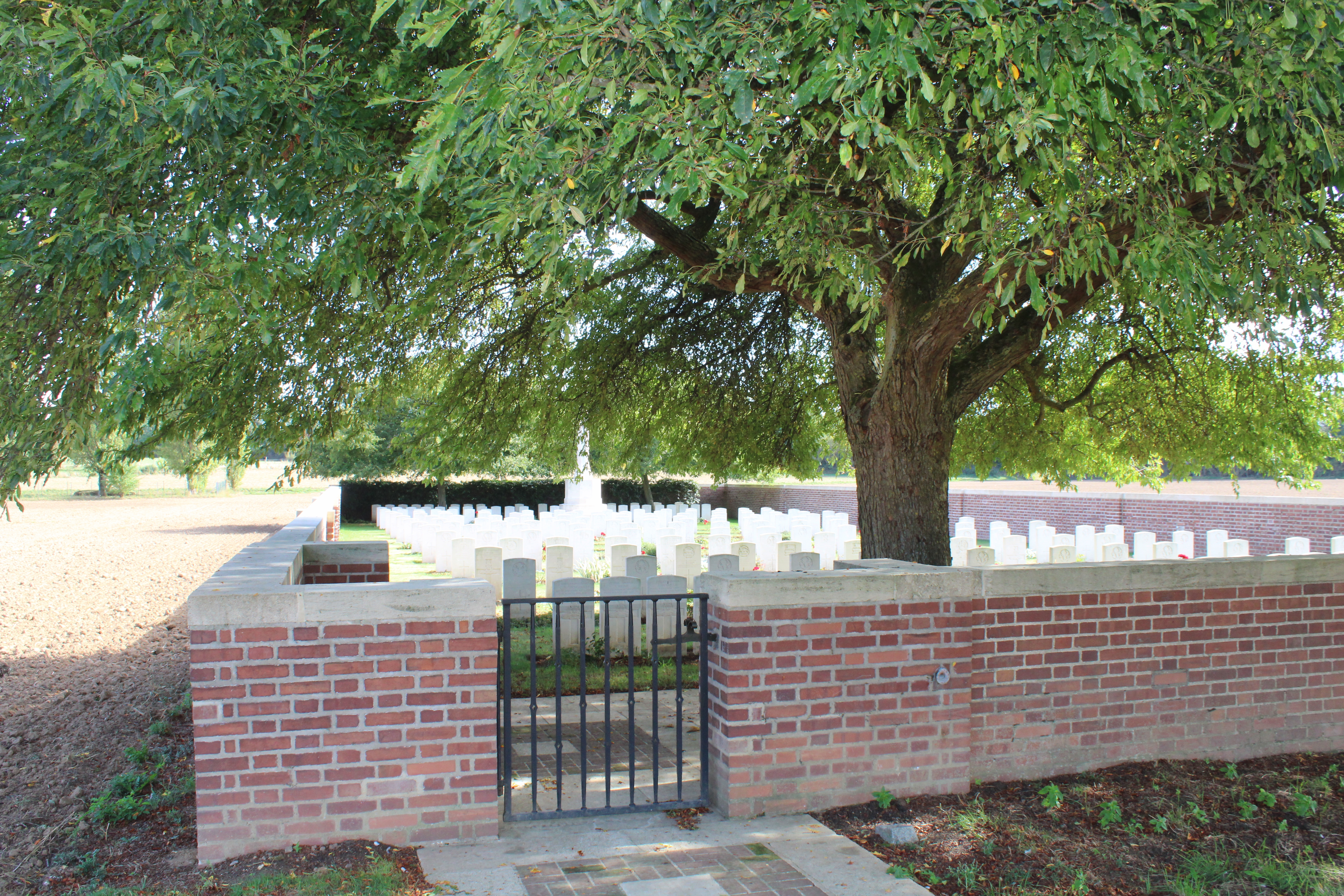
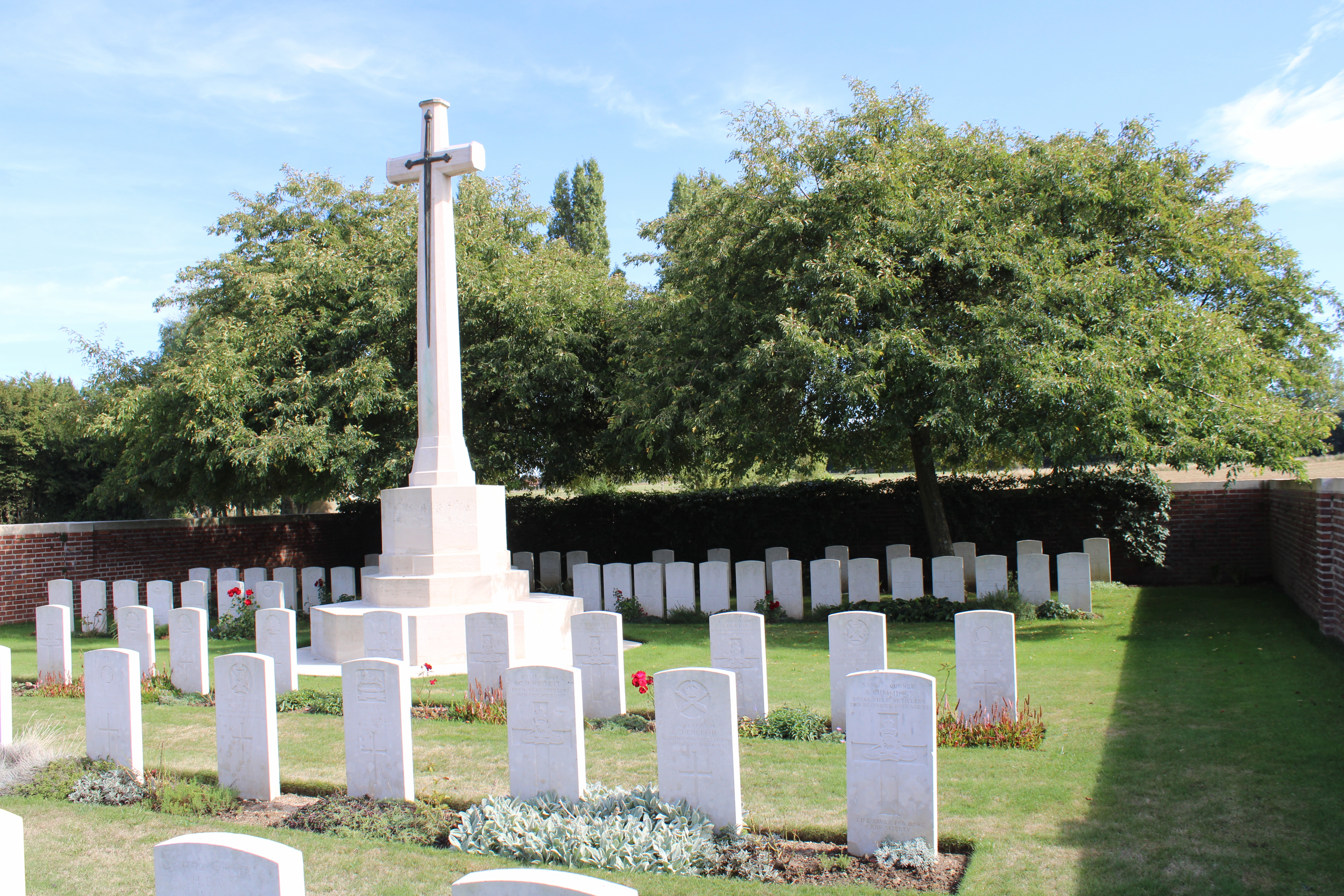
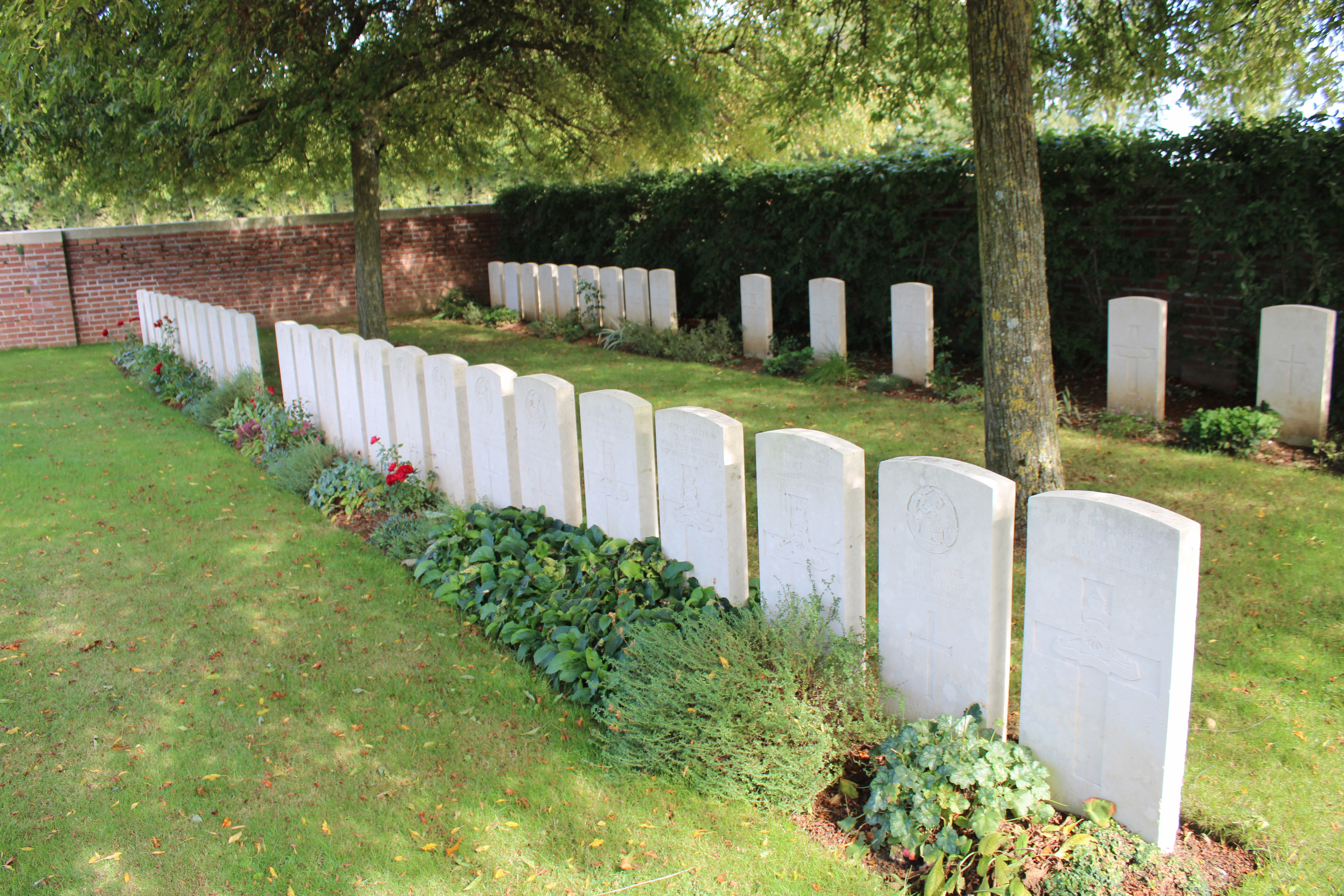
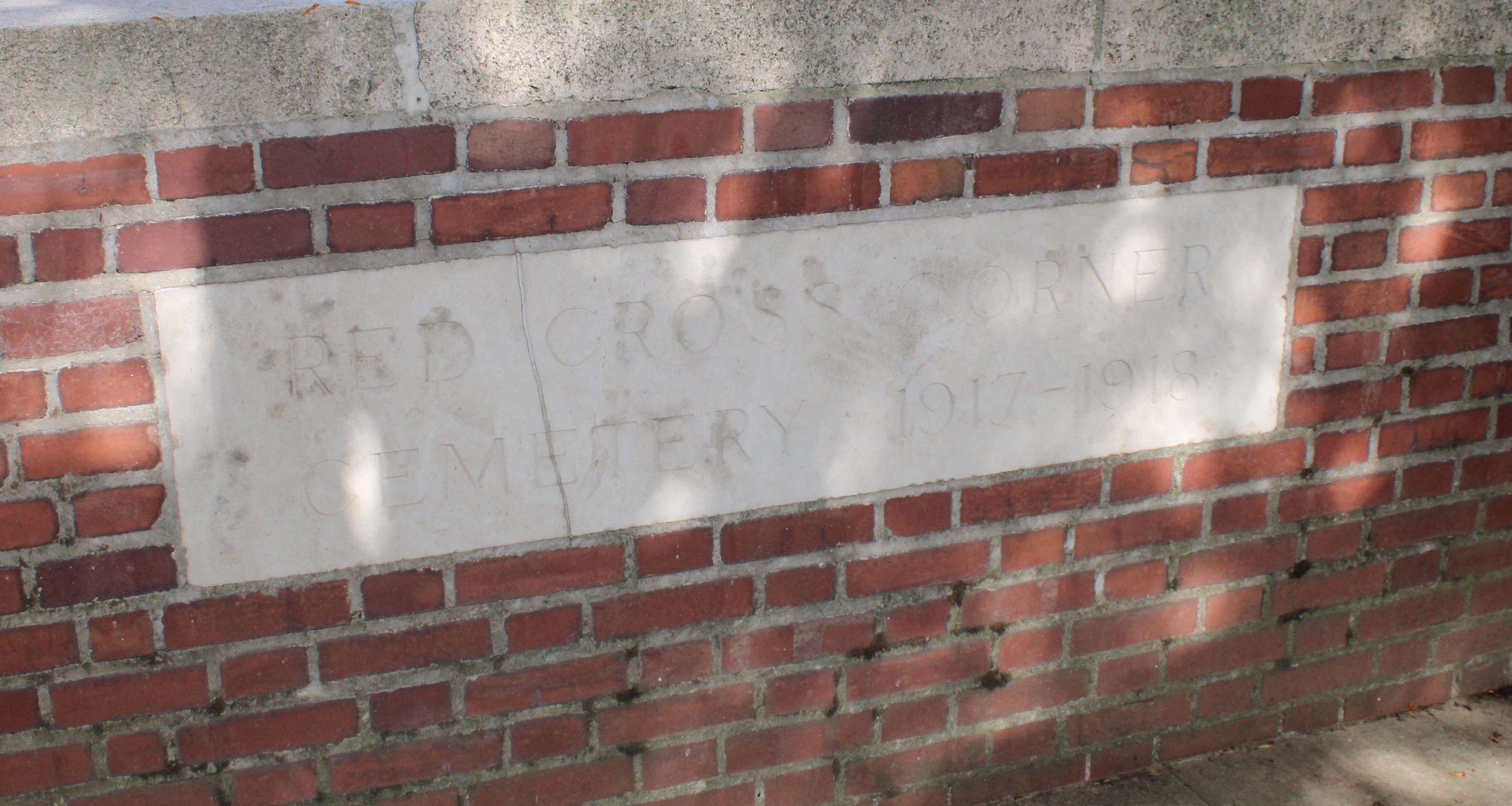
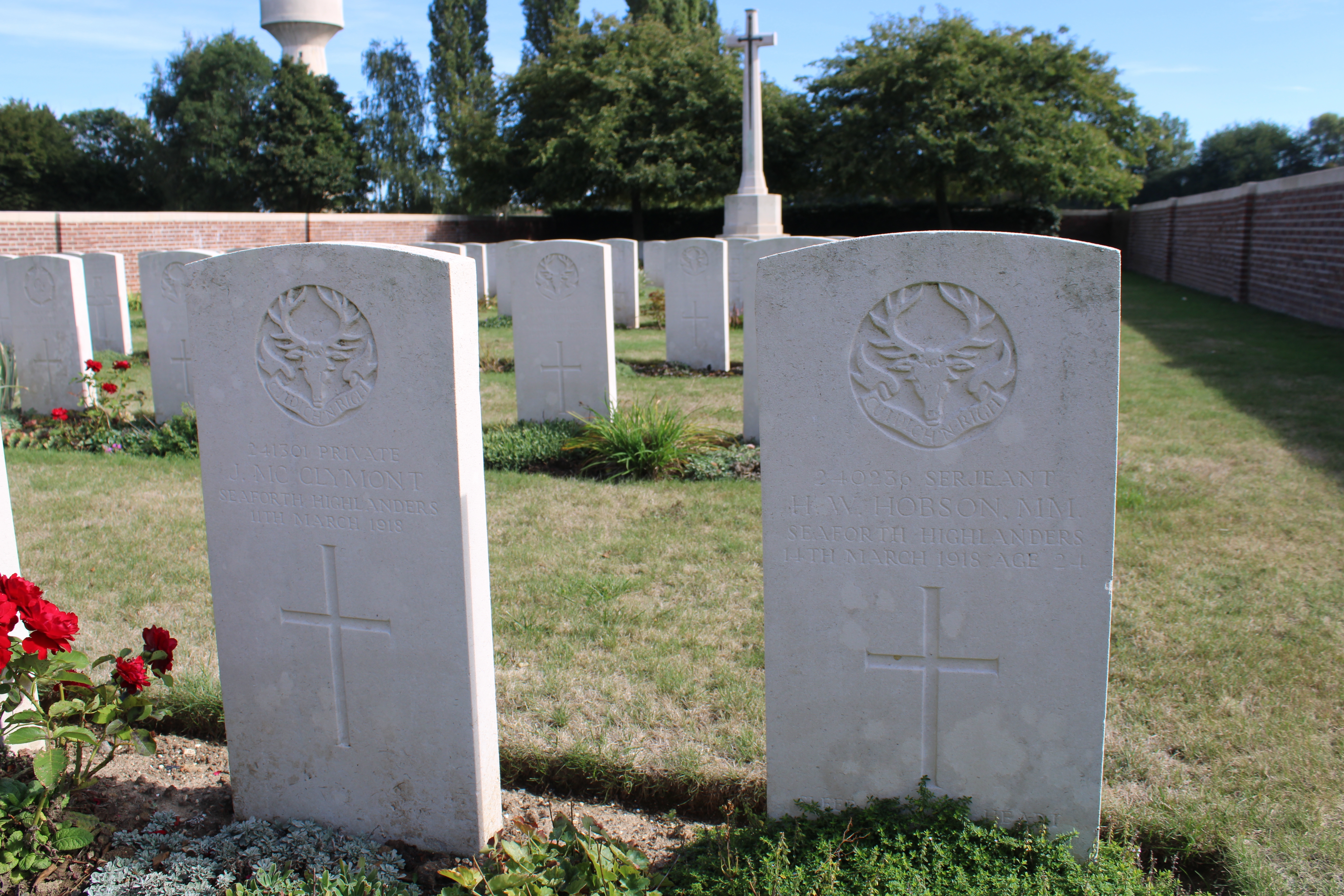
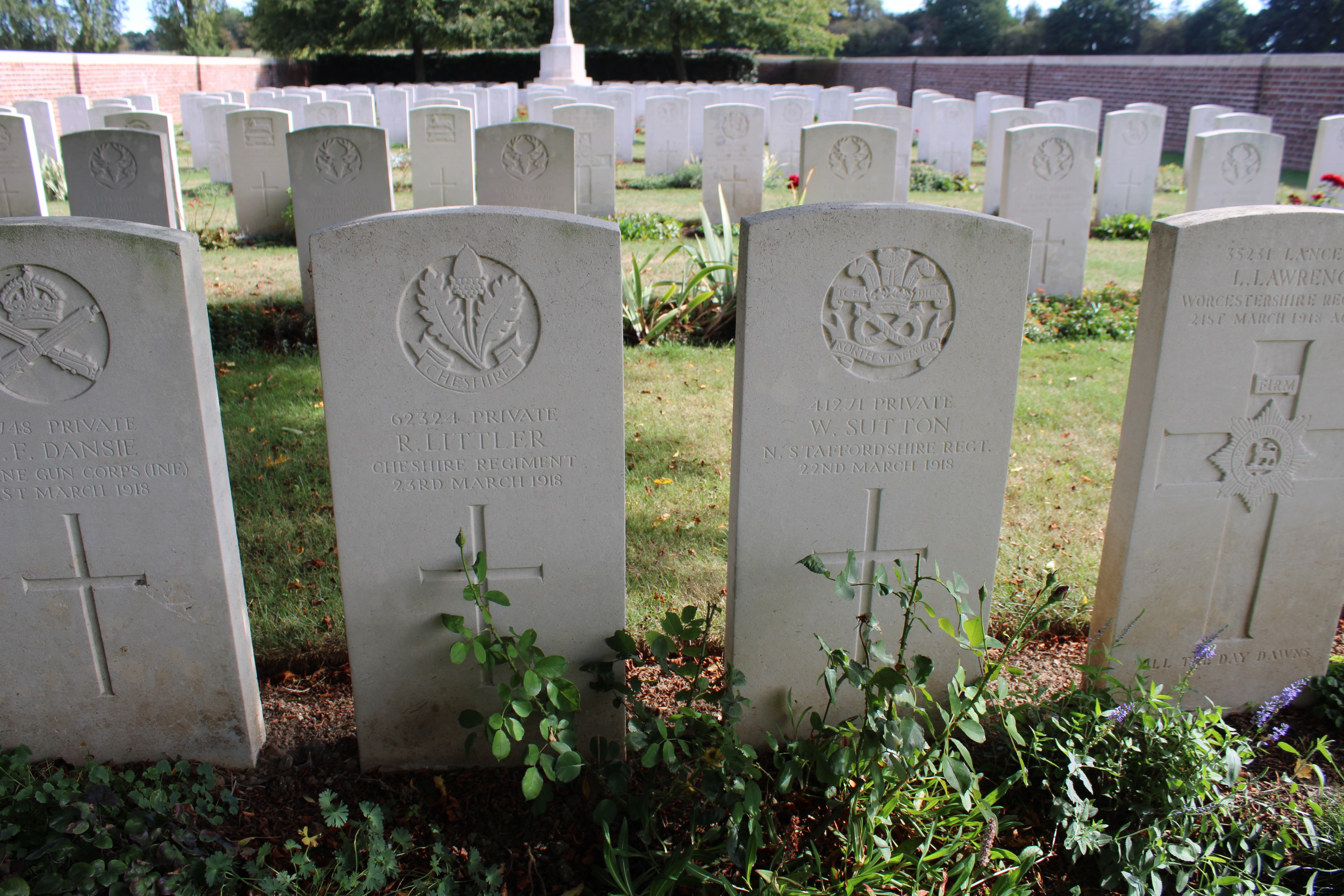

## Sépultures
| Pays           | Sépultures |
| -------------- | ---------- |
| Royaume-Uni    | 205        |
| Australie      | 10         |
| Afrique du Sud | 4          |
| Allemagne      | 1          |
| Total          | 220        |

## Pour approfondir